# Jüdischer Friedhof (Tangermünde)

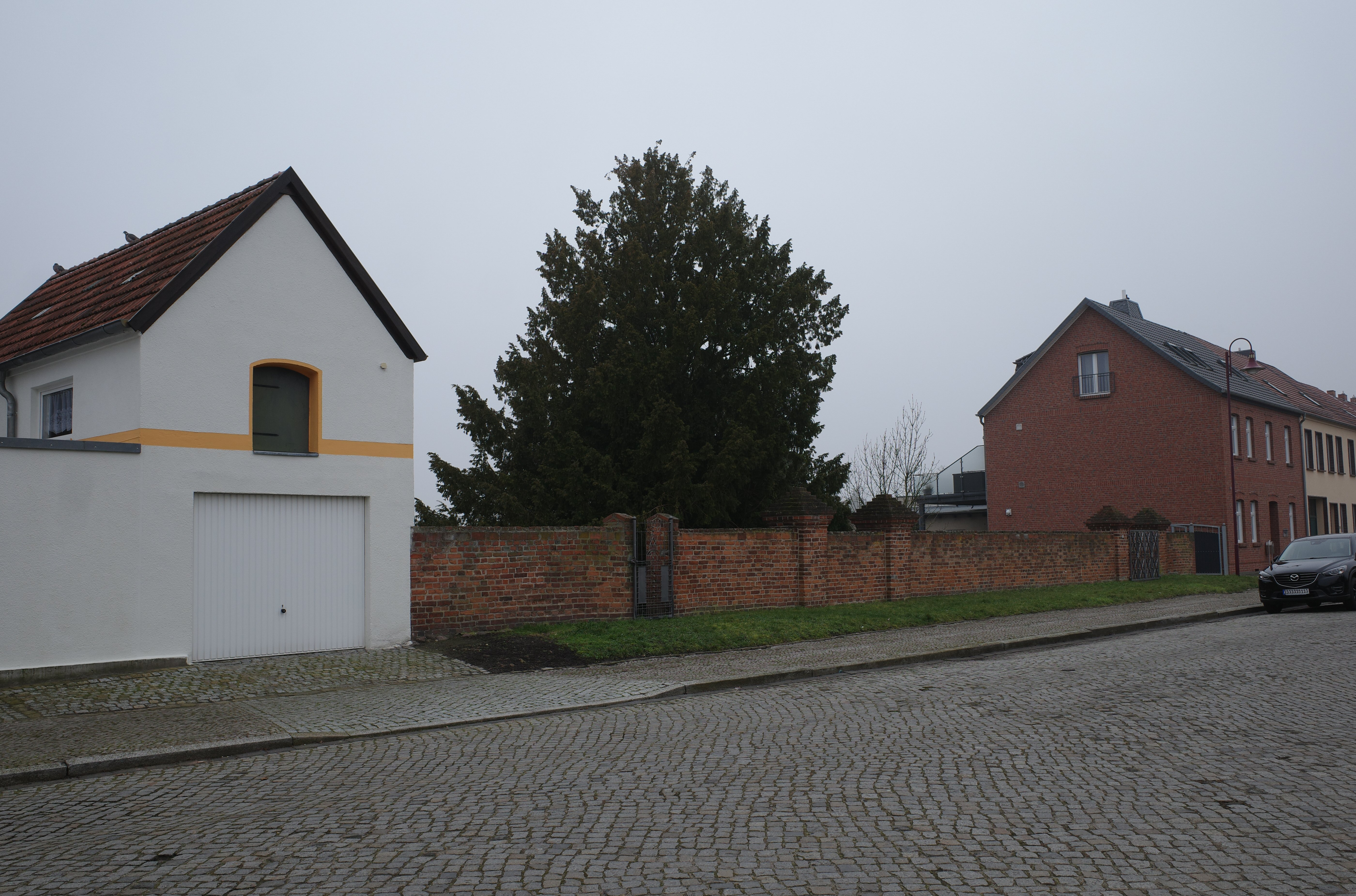
Jüdischer Friedhof

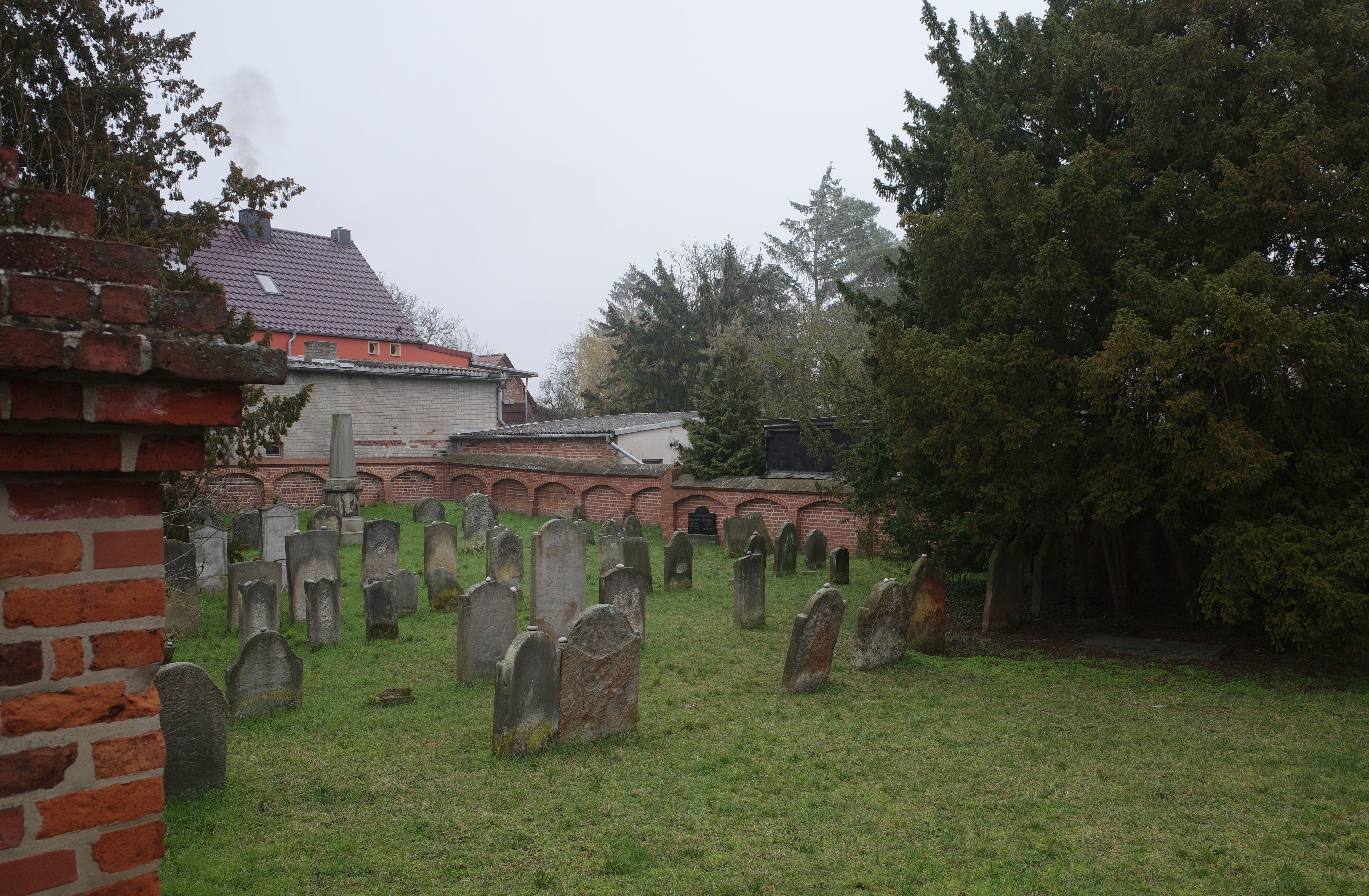

Der Jüdische Friedhof Tangermünde ist ein Friedhof in der Hansestadt Tangermünde im Landkreis Stendal in Sachsen-Anhalt. Auf dem etwa 600 m² großen, von einer etwa 1,90 Meter hohen Backsteinmauer umgebenen jüdischen Friedhof in der Kernstadt Tangermünde, Magdeburger Straße 49, sind etwa 70 Grabsteine erhalten.

## Geschichte
Der Friedhof wurde 1721 (oder erst 1744) angelegt. In den Jahren 1796, 1851 und 1907 wurde er erweitert. Die letzte Beisetzung war Ende Januar 1941. Nach Kriegsende war der Friedhof in einem vernachlässigten Zustand. Im Jahr 1996 wurde die Mauer saniert und der Friedhof von einer Privatperson hergerichtet. 1997 wurde der Friedhof geschändet, dabei wurden 15 Grabsteine umgeworfen und stark beschädigt. Der Friedhof wurde mit Hilfe von Bundeswehrsoldaten aus Havelberg wieder hergerichtet. Im Oktober 2000 wurden neue eiserne Tore eingebaut.